# Inundační mosty v Želivě
Inundační mosty ev. č. 129-007 a ev. č. 129-009 u řeky Želivky stojí na katastrálním území Želiv v okrese Pelhřimov. Jde o téměř identické inundační mosty navazující na most ev. č. 129-008 přes řeku Želivku v zátopovém území na levém (129-007) a pravém (129-009) břehu řeky. Oba inundační mosty jsou památkově chráněny.

## Historie
Na říšské silnici v místě původního brodu přes řeku Želivku pod Želiví byl v polovině 19. století postaven dřevěný most. V třetí třetině 19. století (kolem roku 1880) byla řeka přemostěna třemi kamennými obloukovými mosty. Dva krajní byly inundační a prostřední, s větším obloukem, přemosťoval vlastní řeku. Střední most svou konstrukcí nevyhovoval nosností a při jarních zátopách býval často poškozen. Proto byl nahrazen mostem dřevěným na svislých kamenných opěrách a v roce 1935 mostem z železobetonových trámových prvků.
Mosty byly opravovány v roce 1965, 1990 a 2005.

## Památková ochrana
V roce 1988 byl most ev. č. 129-009 opožděně zapsán do státního rejstříku, který v té době již právně neexistoval, tento zápis je na základě judikátu z roku 2020 považován za neplatný. Patrně administrativní chybou ve specifikaci památky nebyl zapsán i druhý most ev. č. 129-007. Náprava nastala v roce 2013, kdy byl Ministerstvem kultury České republiky most č. 129-007 prohlášen kulturní památkou.
Přestože minimálně od roku 2016 bylo známo, že tzv. opožděné zápisy památek z let 1988 a 1989 jsou neplatné, Národní památkový ústav otálel s jejich výmazem z Ústředního seznamu kulturních památek i se systematickým zahajováním řádných řízení o jejich prohlášení památkami. Až na základě výkladu obsaženého v rozsudku Nejvyššího správního soudu z prosince 2020 u těchto zápisů hromadně uvedl konec právní ochrany k 31. 12. 1987. Most č. 129-009 je od té doby v ÚSKP uveden jako nechráněný. 

## Popis
Mosty se nacházejí na silnici II/129 na levém a pravém břehu řeky Želivky v zátopovém území řeky po stranách mostu ev. č 129-008, který vede přes řeku. Popis inundačních mostů je identický. Jedná se o mosty s jedním mírně stlačeným obloukem postaveným z lomového kamene a s horní mostovkou. Čelní klenbové prstence a hrany jsou z lomových kvádrů. Tloušťka klenby je v rozmezí 0,65–0,85 m. Oboustranná trojúhelníková křídla jsou z lomového kamene a sahají od úrovně přilehlého terénu až ke koruně vozovky. Okraje na mostech jsou po obou stranách novodobé, betonové, s římsovými prahy. K odvodnění vozovky sloužily půlkruhové kamenné chrliče.
Výška oblouků nad terénem (vzepětí) se pohybuje kolem 2,7 m, šířka oblouků je 7,6 m, celková délka mostu v úrovni vozovky je asi 11,6 m.